# كيفن دريك
كيفن دريك (بالإنجليزية: Kevin Drake)‏ هو عازف قيثارة أمريكي، ولد في 26 مارس 1979.